# Hino Motors

Hino (Хіно) — з 1942 року японський виробник автомобілів та автобусів. Штаб-квартира розташована в місті Хіно. У 1967 році компанію купує фірма Toyota, і виробництво легкових автомобілів припинилося. Сьогодні продукція представлена у вантажному і автобусному секторі.

## Компанія Tokyo Gas and Electric Industry

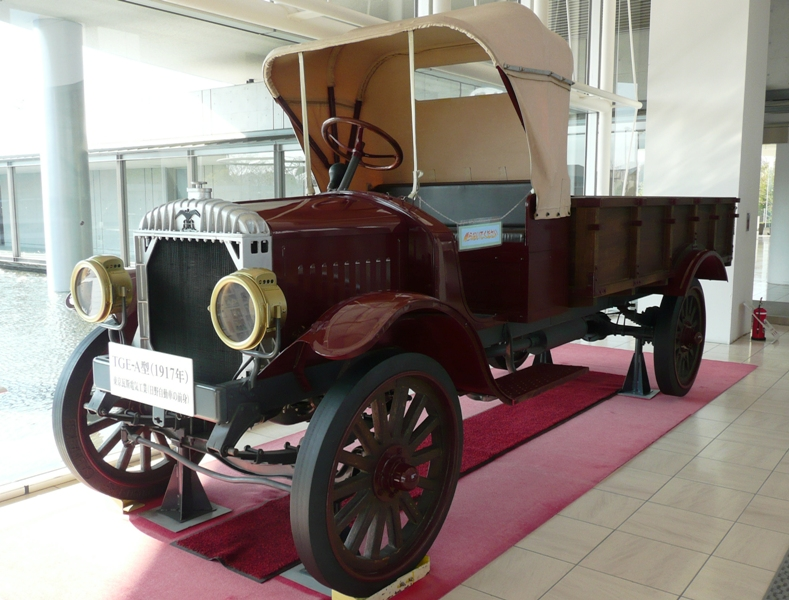
TG-E Model A

Історія підприємства сягає 1910 року, коли було засновано фірму Tokyo Gas Industry Company, щоб скласти конкуренцію в газовій галузі Японії заснованій в 1885 році Tokyo Gas Company. Оскільки основний покупець обладнання Chiyoda Gas був куплений конкурентом у 1912 році, то Tokyo Gas Industry Co починає шукати нові сфери ринку, щоб утриматися на плаву. Тоді фірма починає випускати компоненти для електричної промисловості, у зв'язку з чим перейменовується в Tokyo Gas and Electric Industry, або скорочено TG-E. У 1917 році фірма будує новий завод у місті Оморі, де, окрім газового обладнання, починається збирання вантажівок TG-E A. В основу цих вантажних автомобілів лягла конструкція американських вантажівок марки Republic, які фірма TG-E до цього продавала в Японії. У 1918 році військове відомство починає субсидіювати виробників транспортних засобів, таким чином ця вантажівка стала першою масовою японською вантажівкою, оскільки почалися масові поставки японським військовим.
Машина мала 4.4 л 4-циліндровий двигун, потужністю 30 к.с. і, що було рідкістю на той час, оснащувалася 4-ступінчастою коробкою передач, але все це було практично клоном американських механізмів. Після цієї вантажівки в 1922 році пішла нова модель — TG-E Model G, за нею рівно через 5 років вийшла інша, модернізована — TG-E Model GP. У 1930 році з'являються дві нові моделі вантажівок, які вже відповідали сучасним вимогам, модель L мала один задній міст, а N з більшою в/п — два задніх моста.

## Автомобілі Chiyoda

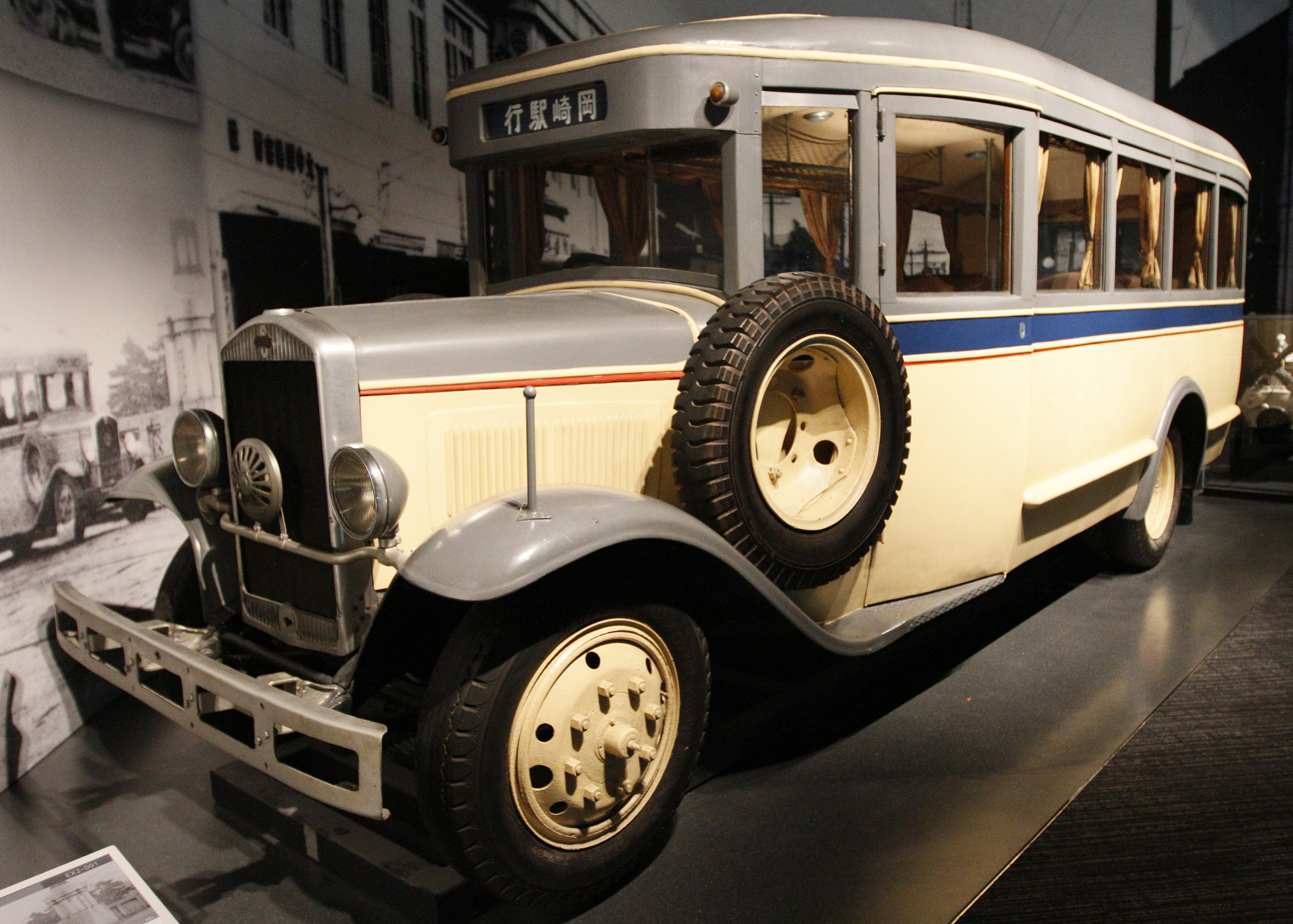
Автобус Chiyoda

У 1931 році фірма перейшла під контроль управління імператорського двору Японії, і продукція стала носити ім'я Chiyoda. Оскільки Японія готувалася до війни, то фірма спроєктувала й військовий літак під назвою Koukenki, який у виробництво не пішов. У 1933 році на замовлення японської армії фірма стала будувати 3-осні броньовики, у яких використовувалися агрегати легкових Pontiac, а також 3-осних армійських штабних автомобілів на базі американських Hudson і Studebaker — Chiyoda Model HS.
Тоді ж був показаний прототип позашляхового автомобіля під назвою HOYA, який у серію не пішов. У 1934 році була зроблена спроба вийти на цивільний ринок, і був показаний прототип Chiyoda Model HA, який повторював собою Buick Eight 1934 модельного ряду, однак і ця машина не дійшла до конвеєра.

## Заснування компанії
У 1937 році концерн об'єднує автомобільне відділення з фірмами Automobile Industry Co. Ltd. і Kyodo Kokusan KK, щоб сформувати Tokyo Automobile Industry Co Ltd, у якій концерн TG & E є головним утримувачем акцій. Через чотири роки фірма перейменовується в Diesel Motor Industry Co Ltd, а через рік від неї відділяється підрозділ Hino Heavy Industry Co Ltd, який починає випускати дизельні двигуни для флоту. Назву фірми було взято від місця розташування, містечко на ім'я Хіно знаходилося в префектурі Токіо, приблизно за 40 км від столиці, а тепер це майже центр міста.

## Початок виробництва автомобілів
Після поразки у Другій світовій війні та окупації країни американцями фірмі заборонялося виготовляти важкі морські двигуни, тому фірма перекваліфіковується на виробництво автобусів і вантажних автомобілів, те ж саме зробить і материнська компанія Diesel Motor Industry Co Ltd, яка в 1949 році перейменовується в Isuzu Motors Ltd. А Hino Heavy Industry Co Ltd перейменовується в 1946 році в Hino Industry Co Ltd, а через два роки знову змінює назву вже на Hino Diesel Industry Co Ltd.
У 1950 році фірма Hino Diesel Industry Co Ltd починає імпортувати з Франції до Японії легкові автомобілі Renault 4CV, які були створені як конкуренти VW «Жуку», проте, на відміну від нього, ці машинки мали 4 дверей. Тим часом економічне становище країни потихеньку поліпшувалося, уряд став заохочувати розвиток виробництва легкових автомобілів у країні. Ямото, глава фірми, вирішує піти по самому легкому шляху, в той час як інші японські фірми самостійно розробляють конструкції своїх автомобілів, наприклад, як фірма Prince Motor Company, і купити ліцензію на вже готовий автомобіль. На дворі стояв лютий 1953 року, фірма вже 3 роки продавала легковики Renault, і в підсумку делегати їдуть до Франції, щоб домовитися з урядом Франції про постачання машинокомплектів у Хіно. Після війни заводи сім'ї Рено були націоналізовані за їх контакти з фашистськими окупантами.

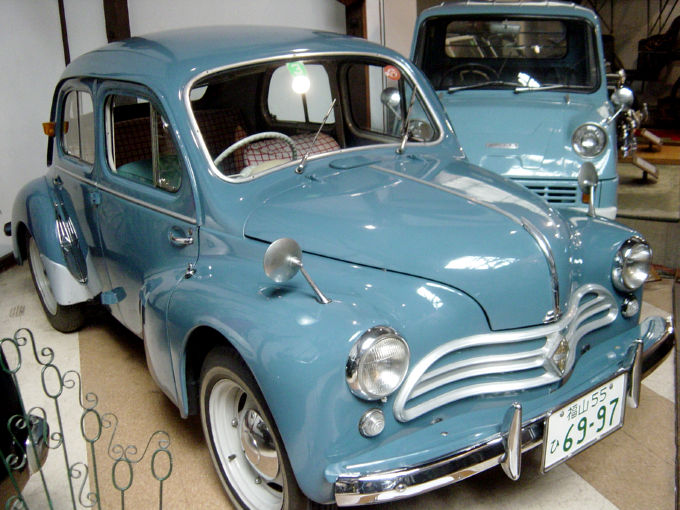
Hino-Renault 4CV

Французи охоче йдуть на контакт, оскільки боялися появи клонів своїх автомобілів, які вже стали досить популярними у світі, Японія тоді була як Китай, що сподобалося, то і клонували. По шляху фірми Hino пішли і японські фірми Nissan і Isuzu, тільки вони підписали угоду з британськими фірмами, перша — з Austin, а друга — з давнім партнером — фірмою Hillman. У квітні 1953 року починається збірка автомобілів з доставлених з Франції комплектів. Машини починають іменуватися Hino-Renault 4CV.
Технічно це були ідентичні машини, 750-кубовий 4-циліндровий мотор водяного охолодження, потужністю 21 к.с., розташовувався ззаду і його агрегатували з 3-ступінчастою коробкою передач, відмінність була в розташуванні керма. За домовленістю, підписаною в 1953 році, частка японських комплектуючих повинна рости з року в рік, в підсумку до квітня 1957 року частка японських комплектуючих виросла до 75 %, ця дата була датою закінчення первинної угоди, але оскільки японці постійно затримували з виплатами, то французи відмовилися від продовження договору з фірмою Hino.

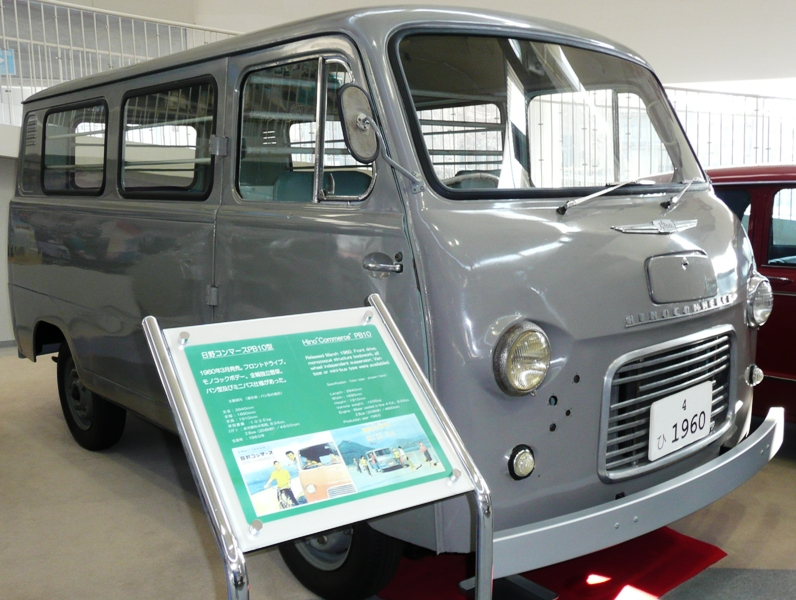
Hino Commerce РВ

Японці, плюнувши на всі угоди, починають самостійно виробляти автомобілі, повністю виробляючи їх на власних потужностях, при тому, що технічно і зовні машина не зазнала особливих технічних змін, хоча дизайн декору передка змінився, тепер машина стала носити ім'я Hino PA61, а фірма після реорганізації стала називатися Hino Motors Ltd. Через два роки з'являється передньомоторний задньопривідний фургончик Hino Commerce РВ, який зовні був дуже схожий на французький Renault Estafette, який почали випускати в тому ж 1959 році. Не дивлячись на те, що машинки були схожі, вони мали різну технічну концепцію, автобус від «Рено» мав переднє розташування двигуна і передній привід. Двигун був розточений до 830 кубиків і з нього знімали 28 к.с., фургончик, який став першим мінівеном в Японії, витрачав досить велику кількість палива, до 14 л у середньому.
Тим часом розвиток автоіндустрії не стояв на місці, і незабаром Hino РА важко було назвати прикладом сучасного дизайну, оскільки у Франції машина випускалася з 1947 року, а дизайн взагалі розроблявся під час війни. У 1961 році французи припиняють виробництво свого першого мільйонника, і запускають нову модель — Renault Dauphine, яка вміщувала 5-х пасажирів, а не 4-х, як попередник. Японці теж готують свою нову модель, при цьому залишаючи у виробництві і стару, яка була дуже популярна у таксистів.

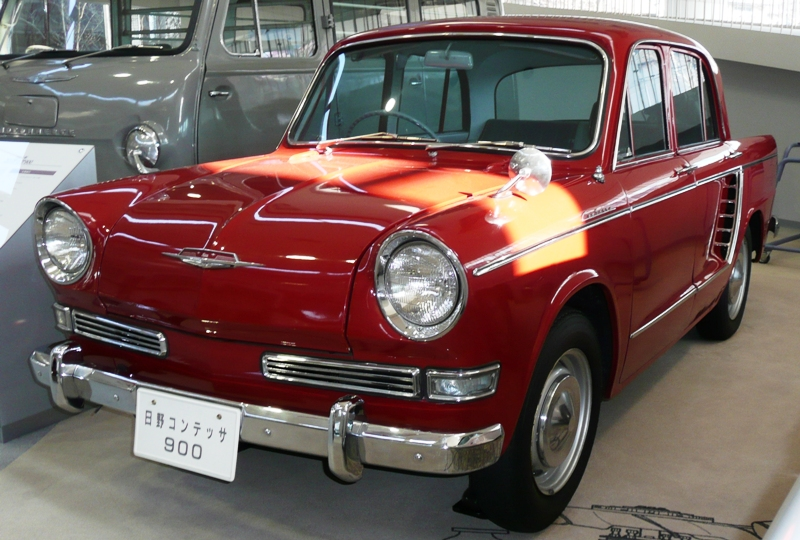
Hino Contessa 900

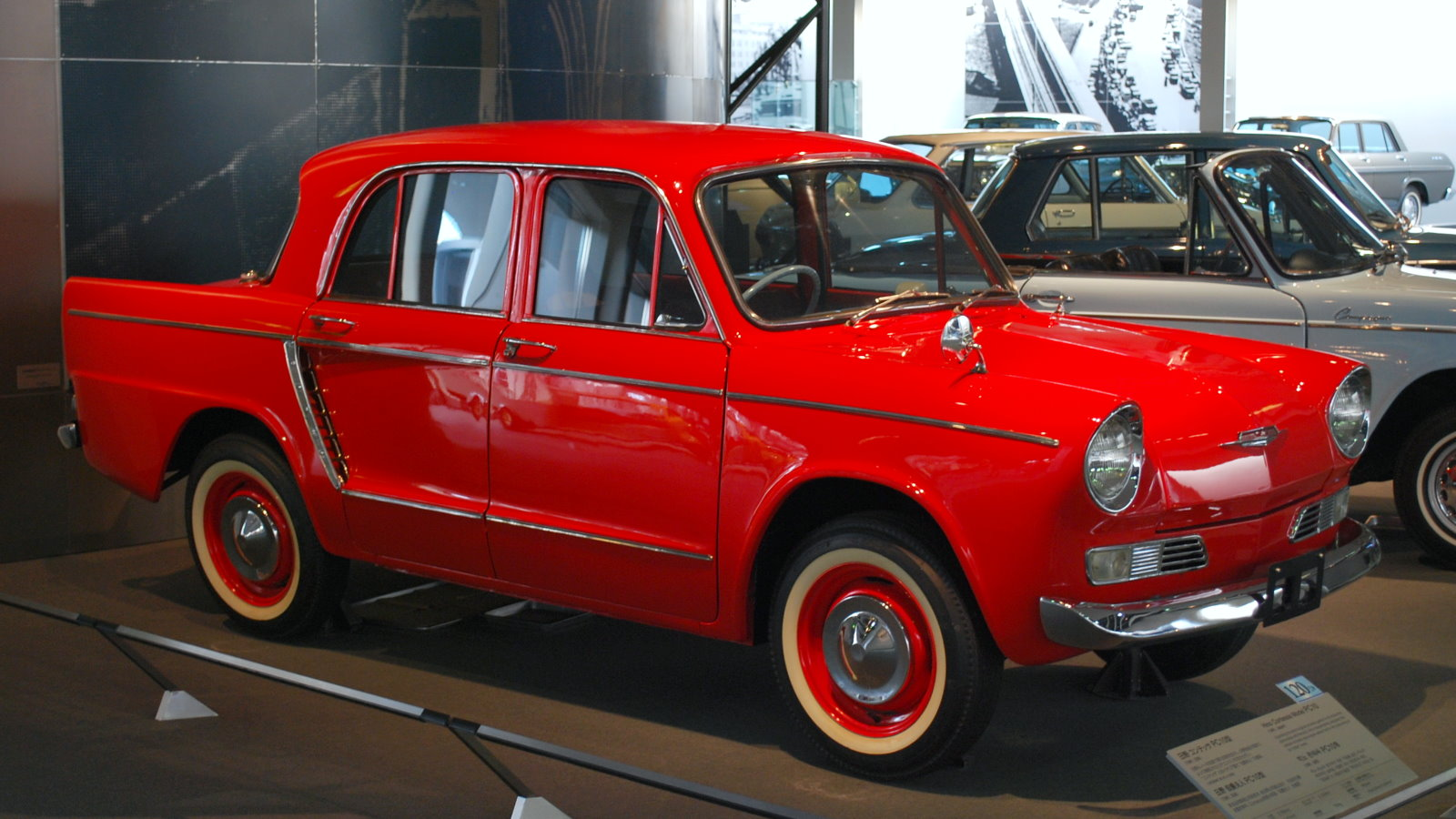
Hino Contessa 900

Новинка отримує яскраво виражений триоб'ємний кузов типу седан незграбного виду, мотор, як і в його предка, залишився позаду. Технічно машина також зазнала змін, мотор був розточений до 893 кубиків, з якого зняли 35 сил, оснащений тієї ж трансмісією, що і РА61. Ця машина вже могла розвивати швидкість 110 км/год. Contessa 900 (заводський код PC10), як назвали цю машину, мала й іншу підвіску задніх коліс, щоб поліпшити керованість. Машина базового оснащувалася 3-ступінчастою коробкою передач, але за замовленням могли оснастити і 4-ступінчастою.
Одночасно з цією машиною дебютує комерційна модель з кузовом пікап — Briska FG10, машина, як і фургончик Commerce, мала переднє розташування двигуна і задній привід, з тією лише різницею, що під капотом у пікапа був більш потужний 900-кубовий мотор від нового седана, крутний момент від нього передавався до задніх коліс через 4-ступінчасту коробку передач. Пікап з вантажопідйомністю в 750 кг став першим японським автомобілем, на якому можна було сидіти втрьох на передньому ряді сидінь.

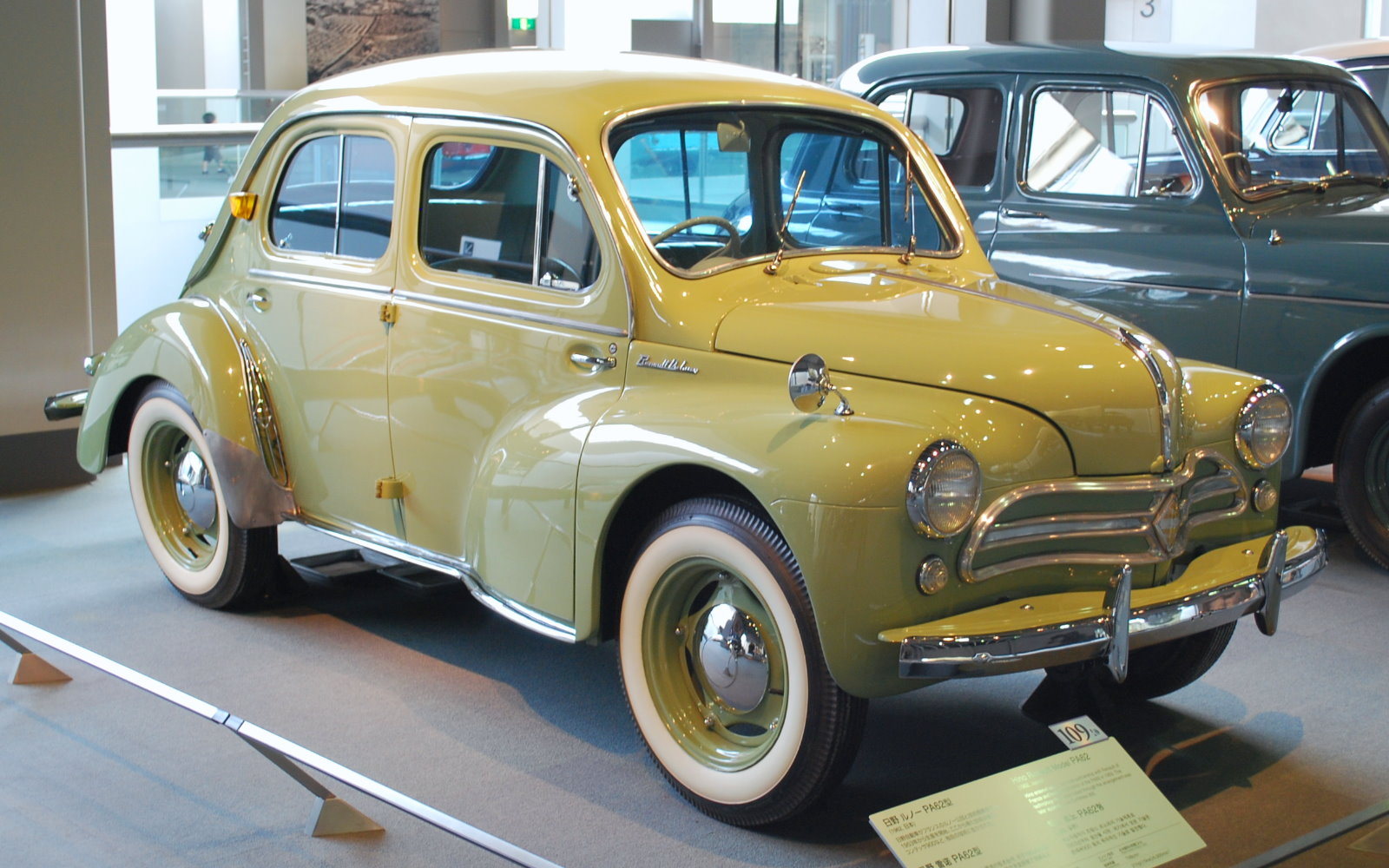
Hino PA62

У 1962 році модель РА61 трохи модернізують, здебільшого в області декору, машина отримує індекс РА62, в березні 1962 року з'являється пікап зі здвоєною кабіною, ставши першим японським пікапом з кузовом типу Crew-Cab, ця машина отримала індекс FG20, а незабаром з'являється і варіант з кузовом універсал, а ще через деякий час — варіант з довгою базою, який може піднімати на борт вже 850 кг — FG30, ця модель також отримує варіант з кузовом універсал, які не користувалися особливим попитом.

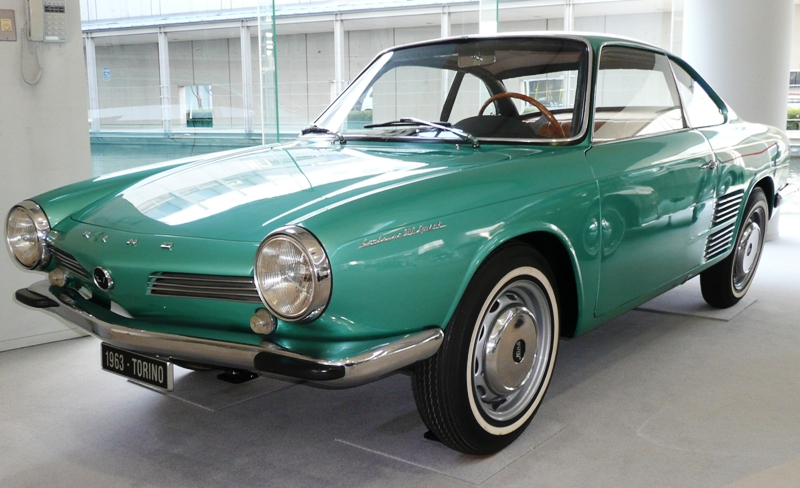
Hino Contessa 900 Sprint Coupé

Разом з тим, починаючи з осені 1962 року на автомобільних виставках маленького світу вперше з'являється автомобіль невідомої для західних країн марки — Hino Contessa 900 Sprint Coupé. Це була перша спільна робота італійського майстра по дизайну — Джованні Мікелотті і японської фірми Hino. Автомобіль Contessa 900 отримав елегантний кузов типу купе. Оскільки Мікелотті був італійцем, то він не міг залишити своє дітище тихохідним, тому він передав проєкт своєму приятелеві Енріко Нарді, який володів фірмою Ufficine Nardi & C SaS. Сьогодні ми знаємо «Нарді» як тільки виробника рулів, але Енріко був взагалі-то спочатку гонщиком і механіком, який почав свою кар'єру ще при Вінченцо Лянчі, а тепер займався доведенням автомобілів і виготовленням спортивних рулів, які вперше з'явилися в 1952 році на автомобілях марки Pegaso. Нарді трохи підняв компресію двигуна, встановив два Weber і зняв з мотора вже 45 сил. Завдяки тому, що кузов купе був ще й легшим седана на 100 кг, ця машина могла розвивати вже не жалюгідні 110 км/год, а всі 140 кілометрів на годину.
Таку швидкість машина розвивала і завдяки тому, що базово комплектувалася 4-ступінчастою коробкою передач, важіль управління якої розташували на підлозі, в той час як у седанів важіль КПП розташовувався на рульовій колонці, до того ж у седана трансмісія мала електромагнітне зчеплення Shinko-Hinomatic, тобто напівавтоматичне. Однак проєкт так і залишився проєктом, оскільки машину планували випускати в Італії, однак справа не зрослася.
У 1963 році відбулося кілька важливих подій для фірми, по-перше, ізраїльська фірма Kaiser-Illin Industries із Хайфи купує ліцензію на виробництво Contessa і Briska, збірка яких починається в Ізраїлі через рік, а ізраїльський ринок стане другим за величиною, на якому будуть реалізовуватися автомобілі марки «Хіно» після японського. Друга подія була пов'язана з США. Пітер Брок, який працював з Кероллом Шелбі, залишає фірму в 1963 році, випадково він знайомиться з актором Бобом Данхемом, який був популярний у японських кінокомпаній і постійно знімався в Японії. Данхем, не дивлячись на те, що був актором, зметикував, що японські машини можна продавати і в США, оскільки Данхем мав непогані відносини з босами фірми Hino, то він пропонує їм свої послуги в посередництві, а оскільки він знає, що головна реклама для американців, — це гонки, то він пропонує взяти участь у проєкті своєму новому приятелеві — Броку.

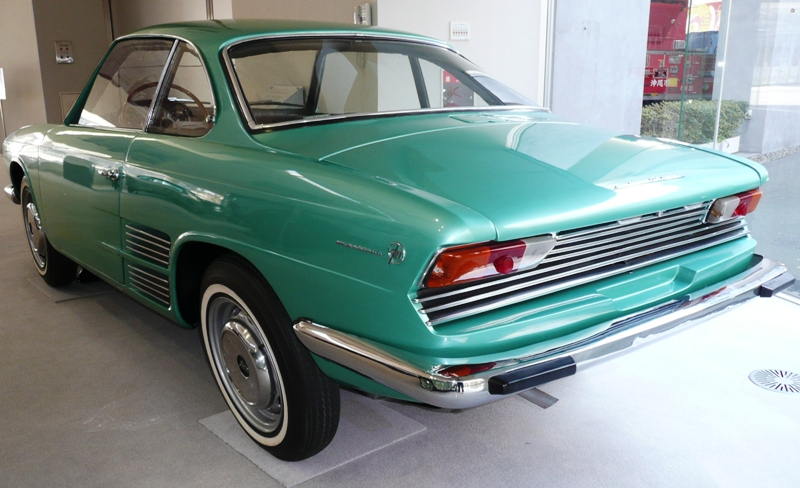
Hino Contessa 900 Sprint Coupé

Разом вони засновують компанію Brock Racing Enterprises, а команду, яка виступатиме на автомобілях, — Team Samurai. У той же час, поки в США йшли роботи над спортивними версіями седанів, на автовиставці був показаний купе Contessa 900 Sprint. А в Японії в цей час проходять перші японські змагання Гран-прі, в яких взяли участь й імениті європейські гонщики на європейських же машинах, до честі японців у класі до 1300 кубиків перемагає японець Тачіхара, виступаючи на автомобілі Hino Contessa 900, обійшовши більш досвідчених суперників, виступаючих в основному на DKW, Auto Union і Renault.
Серед серійних машин особливих змін у 1963 році не відбувається, єдине, що універсали на базі пікапів через низький попит знімаються з виробництва, а самі пікапи отримують більш потужні мотори, які видають, на відміну від седанів, не 35 сил, а 40 к.с..
Тим часом до середини 1964 року Брок встигає підготувати спортивну версію Contessa, яку назвали BRE Hino Contessa 1000GT, з 1 л мотором, з якого зняли 70 сил. Однак прем'єра на аматорському чемпіонаті, який проходив у Каліфорнії, показала, що маленькому мотору важко змагатися з тими ж англійськими Austin Mini Cooper, які були популярні на кільцевих гонках, або з іншими європейськими автомобілями, типу Ford Cortina або Volvo Amazon.

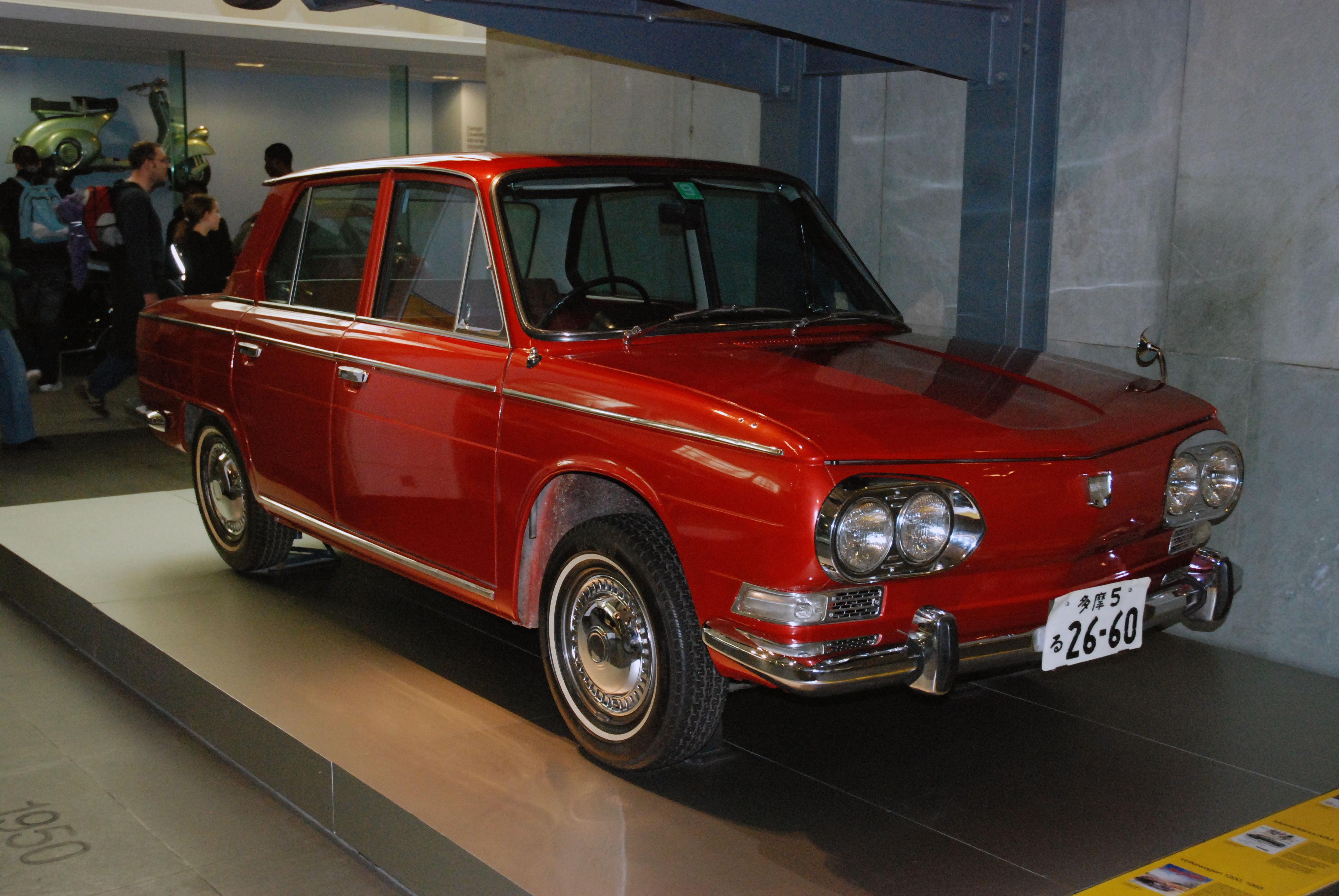
Hino Contessa 1300

Японці ж у цей час готували нову модель, дизайн якої доручили розробити Мікелотті, цього разу автомобіль вийшов більшим і з деякими гострими кутами в дизайні, який перегукувався з іншими роботами італійця, зокрема з автомобілями марки Triumph, тому в плагіаті японців звинувачувати цього разу не можна. Однак головним козирем Contessa 1300 PD став не дизайн кузова, а більший мотор, об'ємом 1.25 л і потужністю 55 к.с.. Коробка передач звичайного типу тепер була тільки 4-ступінчастою, що дозволяло більшому седану розігнатися до 130 км/год.

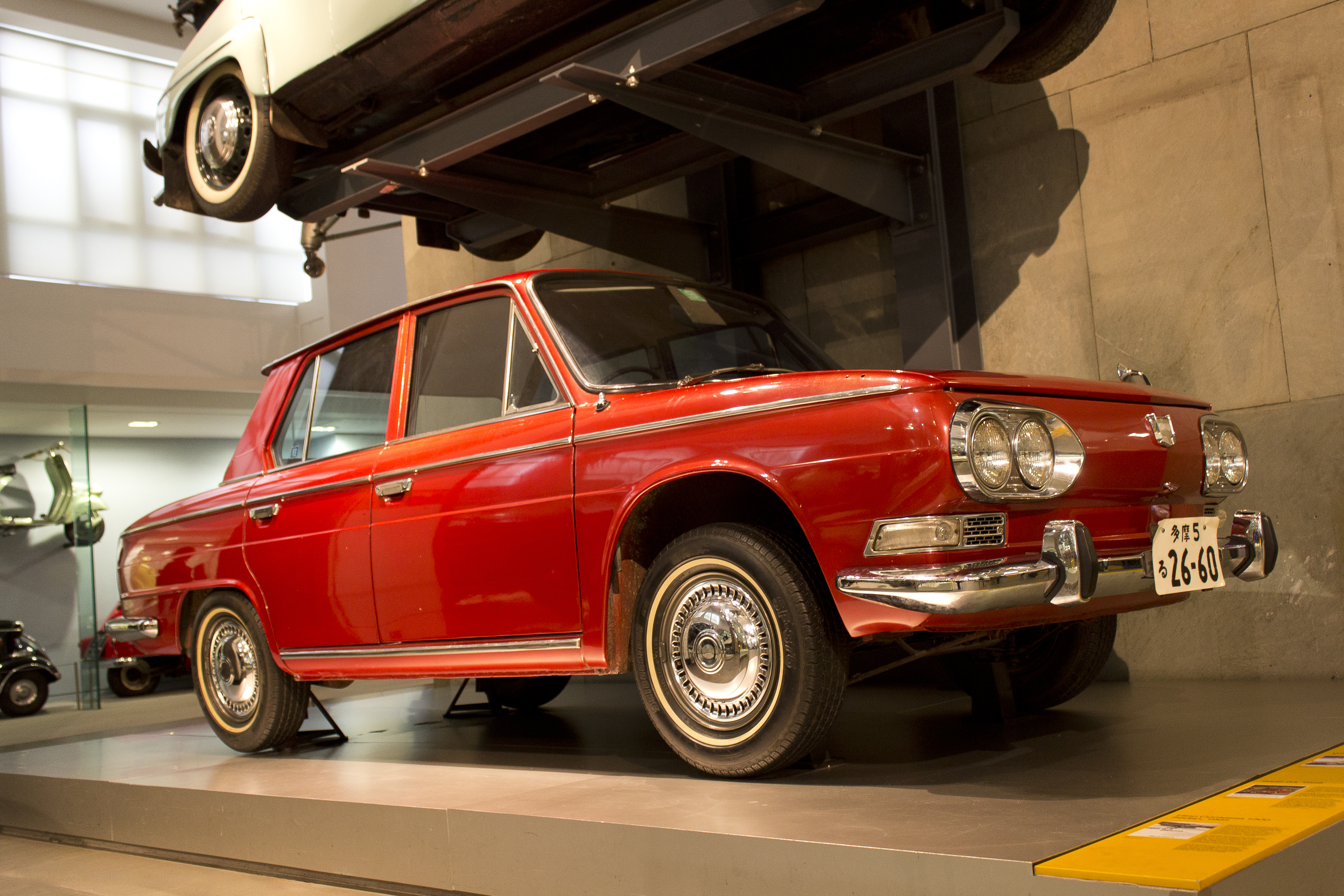
Hino Contessa 1300

Брати участь у доведенні мотора GR100, який був побудований самостійно, але з оглядкою на технології Renault, був запрошений і Брок, але вже на заключних етапах, коли сам двигун був уже готовий. У той же час у Франції, в маленькому місті Дьєп, де розташовувалася фірма Alpine, що виготовляє спортивні автомобілі на базі Renault, стали з'являтися підозрілі пани азійського типу. Виявилося, що Жан Редель, господар фірми, погодився допомогти побудувати японцям гоночний мотор, на базі їх нового 3-літрового двигуна. Японці хотіли побудувати двовальний двигун, і для наслідування взяли 1300-кубовий двовальний мотор від Alfa Romeo, фанатом якого був головний інженер Ічіро Учіда. Незабаром фахівці французької фірми побудували два мотори, один з яких відправили до Японії для вивчення його на місці, а другий встановили на купе Hino Contessa Sprint 1300GT Coupe (машину показували на автошоу 1966 року). Більше того, японці замовляють прототип гоночної машини з середнім розташуванням двигуна, за основу були взяті шасі від британського формульного Cooper FIII, кузов побудувала Alpine зі склопластику, машину, яку назвали GT, показали на Токійському автошоу 1965 року.

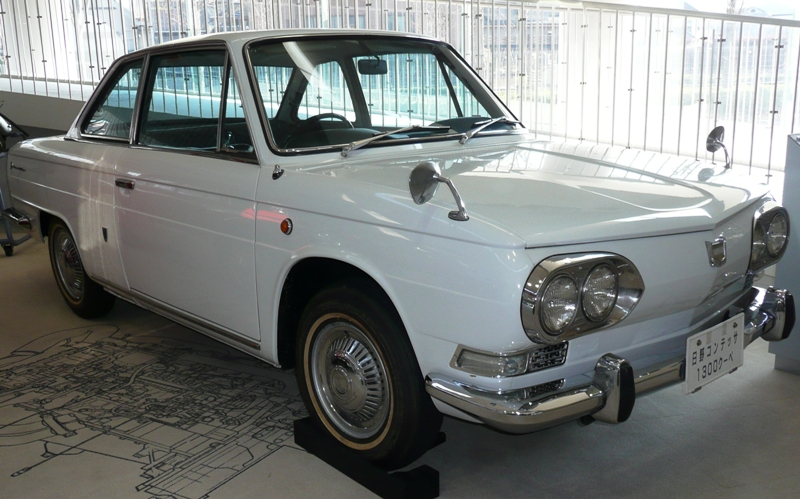
Hino Contessa 1300S

Крім цього були представлені і нові серійні машини, в першу чергу це був варіант Contessa 1300 з кузовом купе, яка отримала назву Contessa 1300 Coupe. На відміну від седана ця машина отримала передні дискові гальма, вперше в практиці японського автомобілебудування, підвіска купе також була перероблена і стала жорсткішою. У листопаді цього ж року версія купе отримає більш потужний двигун, потужністю 65 к.с., що дозволило машині розвивати швидкість 145 км/год. Велика потужність була досягнута завдяки двокамерним карбюраторам і підвищеному ступеню стиснення, з цього моменту версії купе стали називатися Contessa 1300S. Цю машину показували і на європейських автосалонах, у Турині машина отримала приз за елегантність.

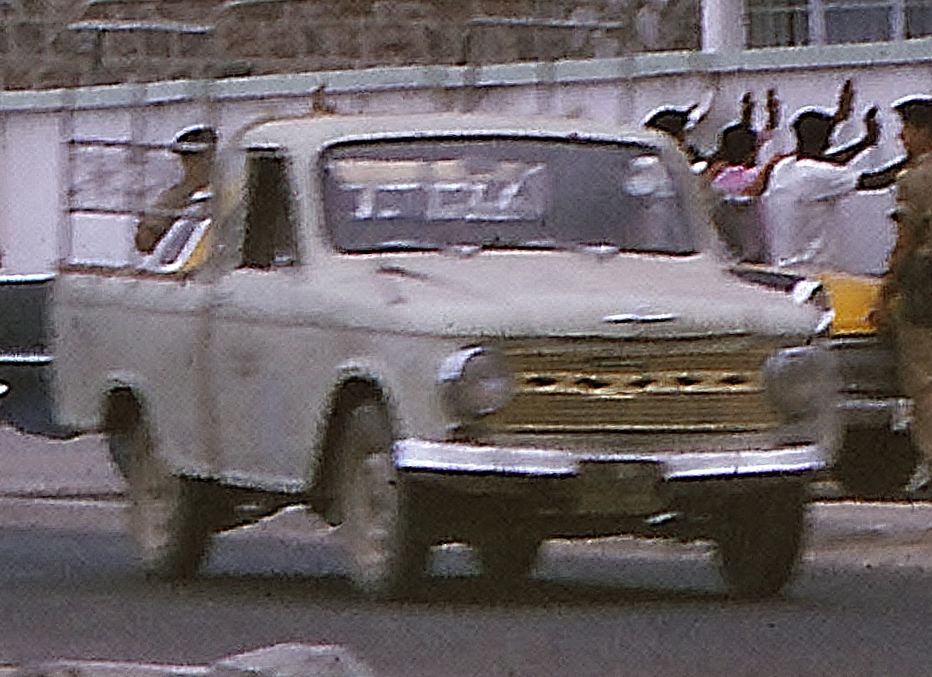
Hino Briska FH

Крім цих спортивних автомобілів, які були цікаві, але малодоступні простим японцям, були продемонстровані і більш приземлені автомобілі, а саме — нове покоління пікапів, які стали називатися Briska FH, ці пікапи отримали тільки один варіант колісної бази, але й той був набагато більшим колишньої моделі, мотор, об'ємом 1.25 л, видавав ту ж потужність, що і на седанах.

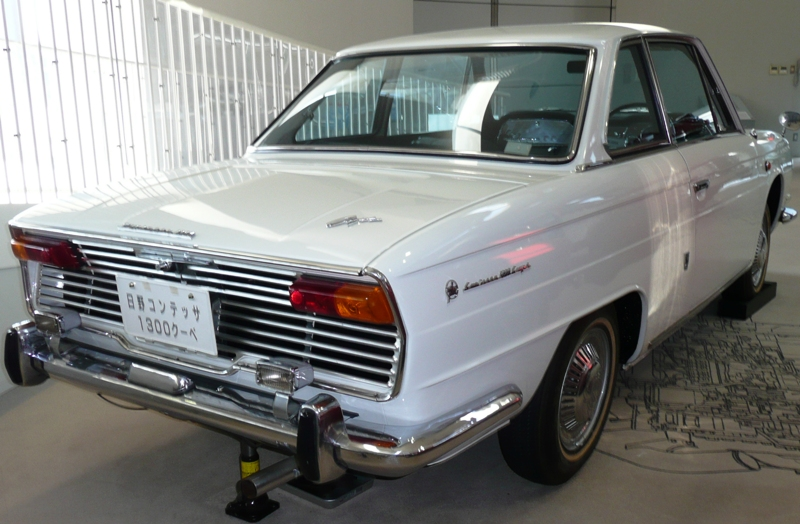
Hino Contessa 1300S

У 1966 році Брок і Данхем, який брав участь у Гран-прі 1963 року, але зійшов з траси, беруть участь у Mission Bell 100, гонках, що проходять на трасі Riverside Raceway. Кузов спортивних машин був виконаний з більш тонкого металу, вся шумоізоляція була викинута, віддачу мотора довели до 80 к.с., що укупі дозволило машині на прямій розвивати швидкість до 170 км/год. Під поглядом 100 000 глядачів Брок і слідом за ним Данхем фінішують першими на маловідомих японських машинах, обійшовши на порядок інших опонентів. Після цього приголомшені глядачі прозвали Пітера Брока «янкі-самурай».
Успіх позитивно позначився на іміджі марки, і незабаром автомобілі стали продаватися і в Європі, в першу чергу в країнах Бенілюксу та Швейцарії, а в Новій Зеландії навіть почалася збірка автомобілів малими партіями з готових машинокомплектів на потужностях фірми Campbell Motors.

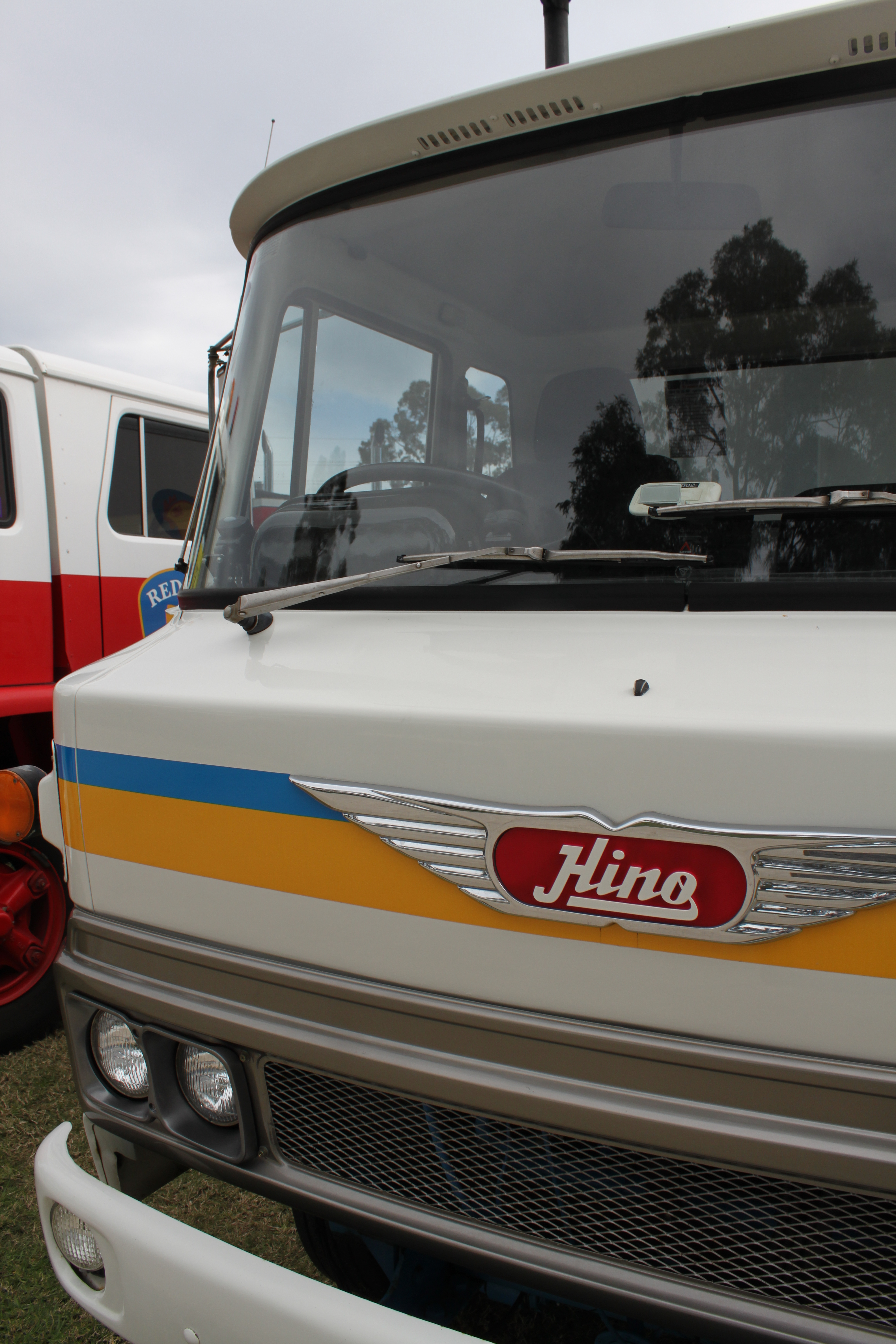
Логотип Hino

У 1966 році на робочому місці помирає Ямото-сан, проте ще до смерті він схвалює проєкт американців, які замахуються на участь у Ле-Мані, а також на Гран-прі Японії. Автомобіль був побудований на трубчастій рамі, алюмінієвий кузов побудувала американська фірма Troutman-Barnes, мотор був розточений з 1.25 л до 1.3 л, що дозволило брати участь у Групі 2. Брок придумав додаткове охолодження двигуна через щілини за кокпітом гонщика, а заднє антикрило регулювалося за допомогою спеціального механізму, завдяки чому можна було міняти притискну силу по ходу гонки. Однак коли машина була готова до участі в GP Японії, BRE Hino Samurai не бере в них участь, тобто вже на старті машину дискваліфікували, нібито за надто низький дорожній просвіт.
Однак у 1966 році японський уряд закликав фірми об'єднуватися, щоб зміцнити свої позиції на ринку, для конкуренції із західними та американськими марками. Якщо Prince Motors була поглинена фірмою Nissan, то Hino була куплена більшою компанією Toyota. Сталося це в березні 1967 року. Виробництво машин цієї марки було припинено в Японії, проте продовжилося в Ізраїлі до 1968 року, коли «тойотовці» перервали 10-річний контракт, підписаний у 1963 році, ізраїльтяни встигли зібрати близько 8000 примірників легкових і комерційних авто.

## Припинення виробництва легкових автомобілів
З покупкою фірми зупинилися і спортивні проєкти Hino, хоча в планах була участь у Формулі і навіть готувався автомобіль з 1.3 л двовальним мотором; новий 1.5 л мотор, над яким ішли роботи, також залишився поза справами.  Легкові машини конкурували з новою Toyota Corolla, тому на них відразу поставили хрест. Однак пікапи Briska залишилися у виробництві, і їх випускали до 1968 року під назвою Toyota Briska YG. У 1968 році перероблена машина вийшла у світ під назвою Toyota Hi-Lux, лінійка цих автомобілів випускається до цих пір. Після закриття спортивної програми фірми інженери, які були зайняті в цих проєктах, перейшли працювати в компанію Honda, де вони змогли далі розвивати свої ідеї, які знайшли відображення в серійному виробництві.
Фірма Hino існує й досі, але її продукція представлена тільки у вантажному й автобусному секторі, і тепер, після сорока п'яти років, мало хто пам'ятає, що ця фірма виробляла легкові автомобілі, причому досить непогані.

## Список легкових автомобілів Hino
- 1953 — Hino-Renault 4CV
- 1957 — Hino PA61
- 1959 — Hino Commerce РВ
- 1961 — Hino Contessa 900
  - Hino Briska FG10
- 1962 — Hino PA62
  - Hino Briska FG20
  - Hino Briska FG30
  - Hino Contessa 900 Sprint
- 1964 — Hino Contessa 1300
- 1965 — Hino Contessa 1300S
  - Hino Briska FH

## Сучасні вантажівки

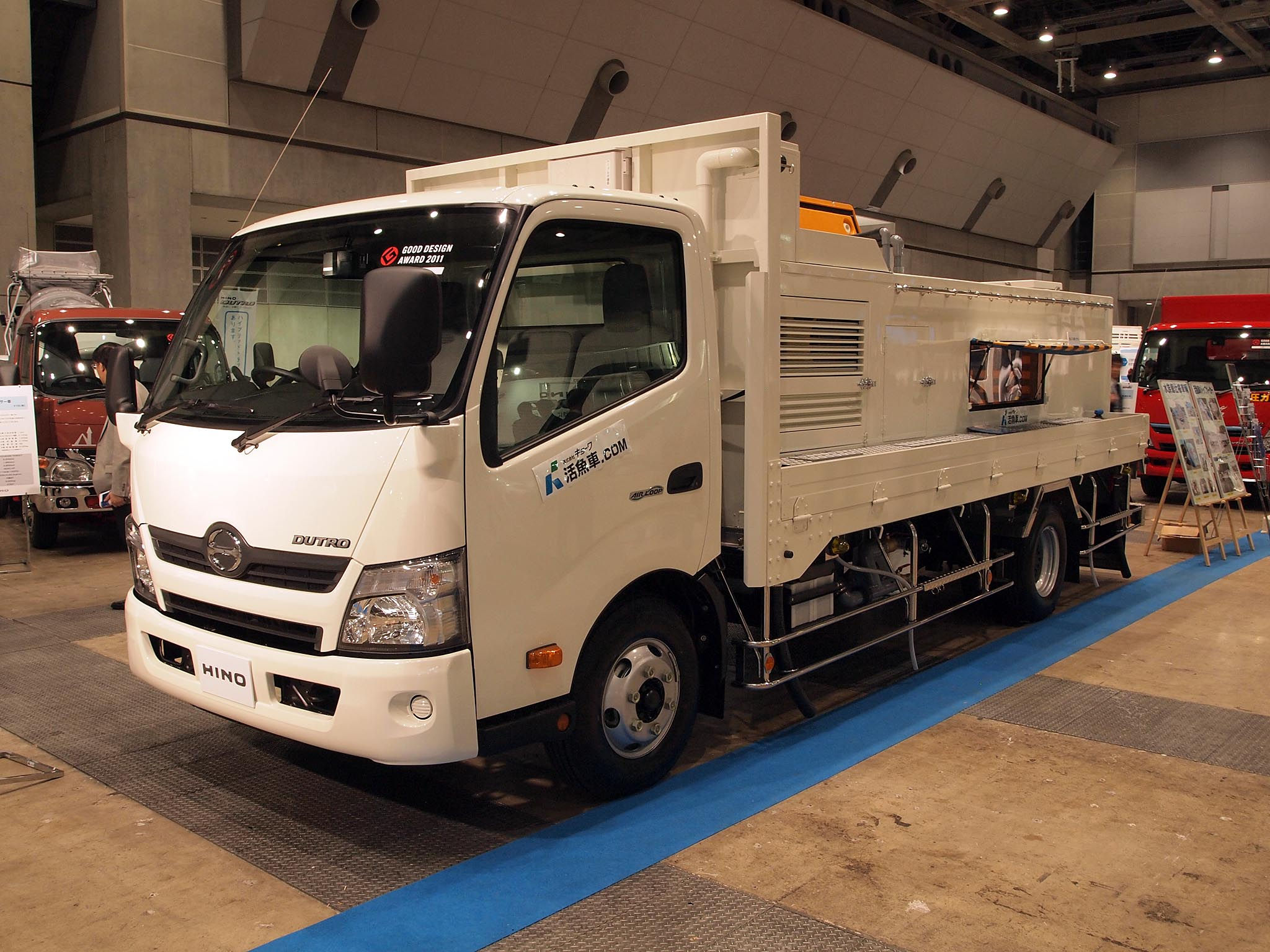
Hino Dutro
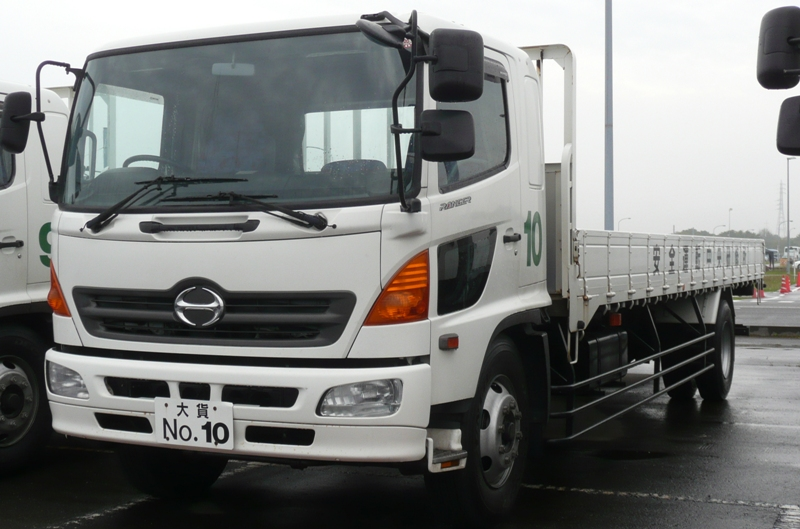
Hino Ranger
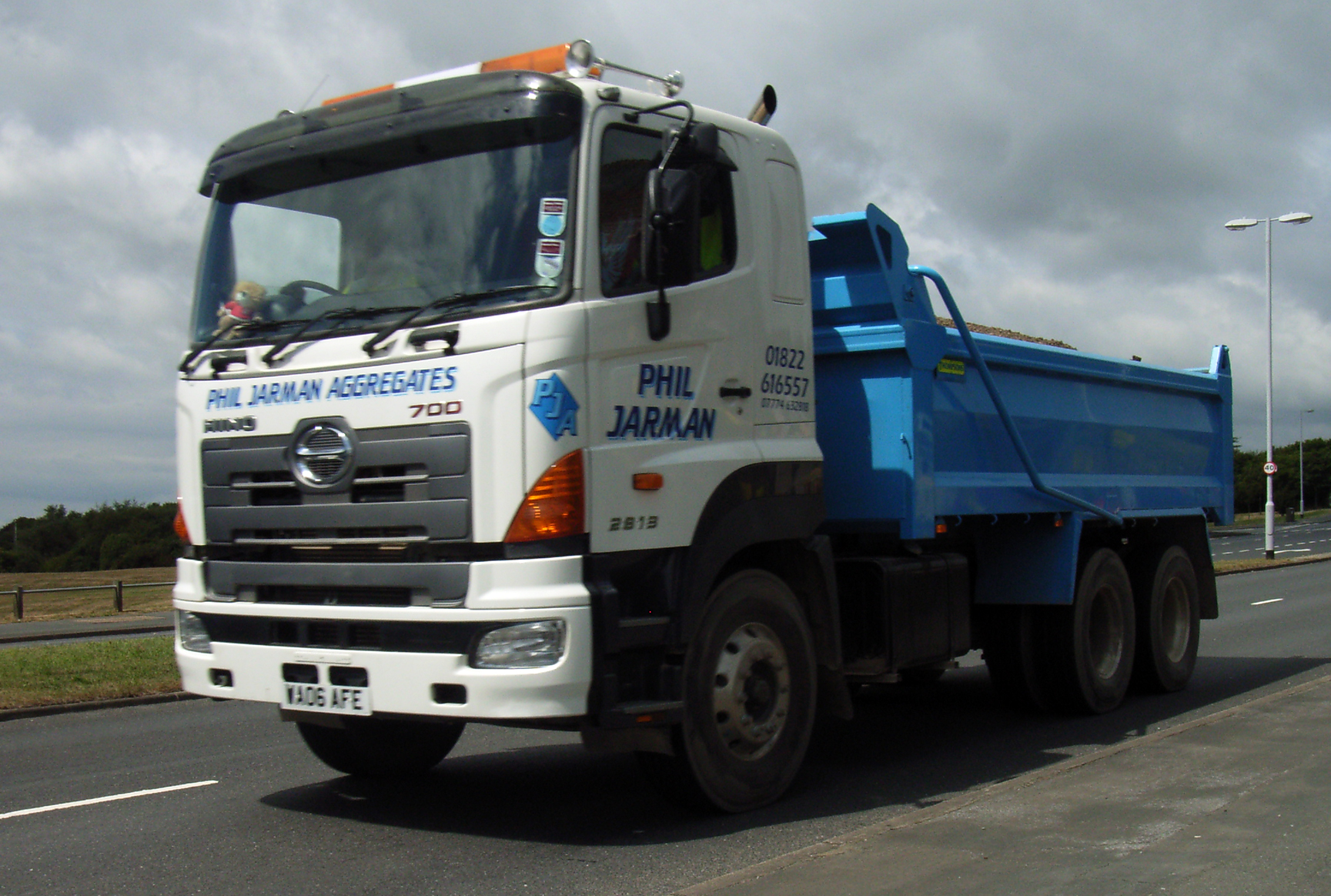
Hino Profia
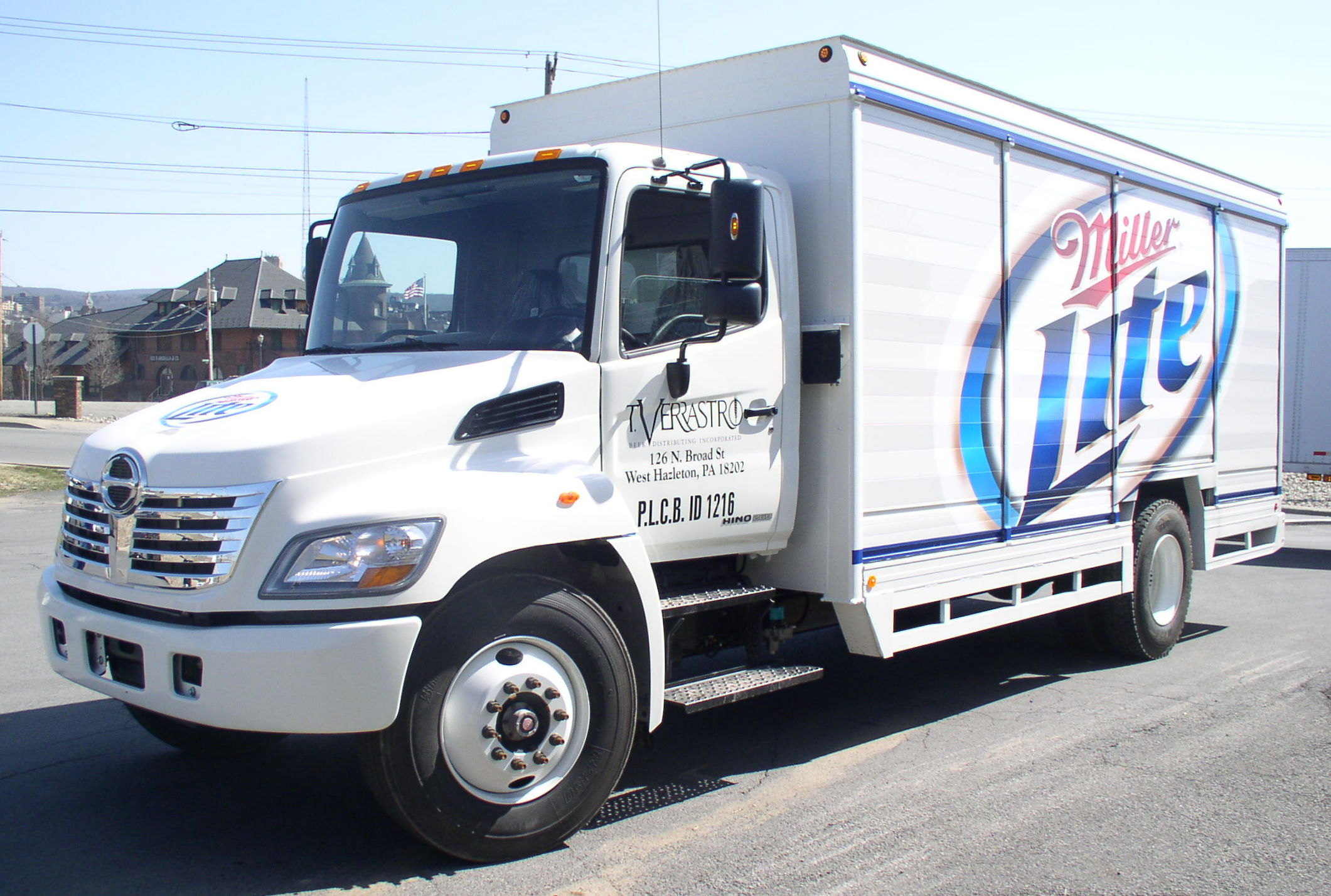
Hino 600